# Пюжинье
Пюжинье́ (фр. Puginier) — коммуна во Франции, находится в регионе Лангедок — Руссильон. Департамент коммуны — Од. Входит в состав кантона Северный Кастельнодари. Округ коммуны — Каркасон.
Код INSEE коммуны — 11300.

## Население
Население коммуны на 2008 год составляло 143 человека.
| 1962 | 1968 | 1975 | 1982 | 1990 | 1999 | 2008 |
| ---- | ---- | ---- | ---- | ---- | ---- | ---- |
| 130  | 148  | 154  | 118  | 145  | 147  | 143  |

## Экономика
В 2007 году среди 99 человек в трудоспособном возрасте (15—64 лет) 77 были экономически активными, 22 — неактивными (показатель активности — 77,8 %, в 1999 году было 75,9 %). Из 77 активных работали 70 человек (39 мужчин и 31 женщина), безработных было 7 (4 мужчины и 3 женщины). Среди 22 неактивных 5 человек были учениками или студентами, 9 — пенсионерами, 8 были неактивными по другим причинам.